# カグラコウモリ科
カグラコウモリ科（Hipposideridae）は哺乳綱翼手目の科。旧世界（アフリカ、アジア、オーストラリア）に分布。鼻葉の構造は複雑。後肢の発達していないため四足歩行できない。

## 現生種
川田ほか（2018）による。
- Anthops　ソロモンカグラコウモリ属
  - Anthops ornatus　ソロモンカグラコウモリ
- Anthops Asellia　グレーカグラコウモリ属
  - Anthops patrizii　パトリーツィカグラコウモリ
  - Anthops tridens　グレーカグラコウモリ
- Aselliscus　ミツバカグラコウモリ属
  - Aselliscus stoliczkanus　ストリクズカミツバカグラコウモリ
  - Aselliscus tricuspidatus　ドブソンミツバカグラコウモリ
- Aselliscus Cloeotis　アフリカミツバカグラコウモリ属
  - Aselliscus percivali　アフリカミツバカグラコウモリ
- Coelops　オナシカグラコウモリ属
  - Coelops frithii　オナシカグラコウモリ
  - Coelops robinsoni　マラヤオナシカグラコウモリ
- Hipposideros　カグラコウモリ属
  - Hipposideros abae　アバカグラコウモリ
  - Hipposideros armiger　ヒマラヤカグラコウモリ
  - Hipposideros ater　ダスキーカグラコウモリ
  - Hipposideros beatus　コカグラコウモリ
  - Hipposideros bicolor　フタイロカグラコウモリ
  - Hipposideros breviceps　パガイカグラコウモリ
  - Hipposideros caffer　サンデバルカグラコウモリ
  - Hipposideros calcaratus　カルカラカグラコウモリ
  - Hipposideros camerunensis　カメルーンカグラコウモリ
  - Hipposideros cervinus　グールドカグラコウモリ
  - Hipposideros cineraceus　ヒナカグラコウモリ
  - Hipposideros commersoni　オオカグラコウモリ
  - Hipposideros coronatus　オウカンカグラコウモリ
  - Hipposideros corynophyllus　テレフォミンカグラコウモリ
  - Hipposideros coxi　コックスカグラコウモリ
  - Hipposideros crumeniferus　チモールカグラコウモリ
  - Hipposideros curtus　タンビカグラコウモリ
  - Hipposideros cyclops　キュクロプスカグラコウモリ
  - Hipposideros demissus　マキラカグラコウモリ
  - Hipposideros diadema　ハチマキカグラコウモリ
  - Hipposideros dinops　アバレカグラコウモリ
  - Hipposideros doriae　サラワクカグラコウモリ
  - Hipposideros durgadasi　ドゥルガダスカグラコウモリ
  - Hipposideros dyacorum　ダヤクカグラコウモリ
  - Hipposideros edwardshilli　ベワニカグラコウモリ
  - Hipposideros fuliginosus　ススイロカグラコウモリ
  - Hipposideros fulvus　カレハカグラコウモリ
  - Hipposideros galeritus　カントルカグラコウモリ
  - Hipposideros gigas　ギガスカグラコウモリ
  - Hipposideros grandis　グランドカグラコウモリ
  - Hipposideros halophyllus　シオズキカグラコウモリ
  - Hipposideros hypophyllus　コーラールカグラコウモリ
  - Hipposideros inexpectatus　カンムリカグラコウモリ
  - Hipposideros inornatus　アーネムカグラコウモリ
  - Hipposideros jonesi　ジョーンズカグラコウモリ
  - Hipposideros lamottei　ラモートカグラコウモリ
  - Hipposideros lankadiva　スリランカカグラコウモリ
  - Hipposideros larvatus　ホースフィールドカグラコウモリ
  - Hipposideros lekaguli　レカガルカグラコウモリ
  - Hipposideros lylei　タテガオカグラコウモリ
  - Hipposideros macrobullatus　スラウェシカグラコウモリ
  - Hipposideros madurae　マドゥラカグラコウモリ
  - Hipposideros maggietaylorae　マギーカグラコウモリ
  - Hipposideros marisae　エレンカグラコウモリ
  - Hipposideros megalotis　オオミミカグラコウモリ
  - Hipposideros muscinus　フライリバーカグラコウモリ
  - Hipposideros nequam　マレーカグラコウモリ
  - Hipposideros obscurus　フィリピンカグラコウモリ
  - Hipposideros orbiculus　コバナカグラコウモリ
  - Hipposideros papua　パプアカグラコウモリ
  - Hipposideros pelingensis　ペレンカグラコウモリ
  - Hipposideros pomona　ポモナカグラコウモリ
  - Hipposideros pratti　プラットカグラコウモリ
  - Hipposideros pygmaeus　ヒナフィリピンカグラコウモリ
  - Hipposideros ridleyi　リドリーカグラコウモリ
  - Hipposideros rotalis　ラオスカグラコウモリ
  - Hipposideros ruber　ノアックカグラコウモリ
  - Hipposideros scutinares　タテバナカグラコウモリ
  - Hipposideros semoni　ゼーモンカグラコウモリ
  - Hipposideros sorenseni　ソーレンセンカグラコウモリ
  - Hipposideros speoris　シュナイダーカグラコウモリ
  - Hipposideros stenotis　コミミカグラコウモリ
  - Hipposideros sumbae　スンバカグラコウモリ
  - Hipposideros thomensis　サントメカグラコウモリ
  - Hipposideros turpis　カグラコウモリ
  - Hipposideros vittatus　カタジロカグラコウモリ
  - Hipposideros wollastoni　ウォラストンカグラコウモリ
- Paracoelops　ベトナムオナシカグラコウモリ属
  - Paracoelops megalotis　ベトナムオナシカグラコウモリ
- Rhinonicteris　オレンジカグラコウモリ属
  - Rhinonicteris aurantia　オレンジカグラコウモリ
- Triaenops　ミツマタカグラコウモリ属
  - Triaenops auritus　オオミミミツマタカグラコウモリ
  - Triaenops furculus　トルサールミツマタカグラコウモリ
  - Triaenops persicus　ミツマタカグラコウモリ
  - Triaenops rufus　マダガスカルミツマタカグラコウモリ